# Speyerer Kameradschaft
Speyerer Kameradschaft war der Name einer Widerstandsgruppe im Raum Speyer/Vorderpfalz während der Zeit des Nationalsozialismus.
Im Herbst 1942 bildete sich eine Gruppe von Antifaschisten, die sich zunächst die Unterstützung der Familie des verhafteten Kommunistenführers Ernst Thälmann zum Ziel setzte und hierbei auch Pläne zu einer gewaltsamen Befreiung Thälmanns verfolgte. Zentrale Personen waren der ehemalige Sozialdemokrat Jakob Schultheis aus Speyer, Wilhelm Kreutz aus Berghausen, die Waldseer Stanislaus Peplinski und Elise Rohr (geb. Tremmel), die Lebensgefährtin des zur Strafdivision 999 zwangsrekrutierten Widerstandskämpfers Johannes Zieger.
Bald wurden von diesem Kreis auch konspirative Kontakte zu polnischen und sowjetischen Kriegsgefangenen und zivilen Zwangsarbeitern in der Region Speyer aufgebaut. In Waldsee/Pfalz diente die Gastwirtschaft „Zur Pfalz“ als Treffpunkt für die „Ostarbeiterinnen“ und Polen aus der Region, wo auch politische Informationen weitergegeben wurden.
Im Frühjahr 1944 gelang es der Gestapo, einen Spitzel in das Umfeld der Familie von Thälmann in Hamburg anzusetzen. Durch ihn wurde auch die Speyerer Kameradschaft aufgedeckt, was zur Verhaftung eines großen Teils der Mitglieder führte und gleichzeitig mit ihnen auch mindestens vier „Ostarbeiterinnen“ aus dem Lager der Flugzeugwerke Saarpfalz. Am 9. Februar 1945 begann in Potsdam der Prozess gegen Jakob Schultheis, seine Ehefrau und acht weitere Mitglieder der Speyerer Kameradschaft, darunter Peplinski und Kreutz. Schultheis und Peplinski wurden am 19. März 1945 im Zuchthaus Brandenburg hingerichtet. Auch Wilhelm Kreutz überlebte das NS-Regime nicht. Mit anderen politischen Häftlingen wurde er von der SS kurz vor Kriegsende auf einem Transport „liquidiert“. Die Witwe Emma Schultheis wurde im Zuchthaus Brandenburg von der Roten Armee befreit. Über das weitere Schicksal der sowjetischen Frauen, die von der Gestapo abgeholt wurden, ist nichts bekannt.